# Anthony Benna
Anthony Benna (* 25. September 1987 in Cluses) ist ein französischer Freestyle-Skier. Er ist auf die Buckelpisten-Disziplinen Moguls und Dual Moguls spezialisiert. 2015 wurde er Weltmeister.

## Biografie
Ab Dezember 2004 kam Benna im Europacup zum Einsatz und konnte einen Monat später den ersten Podestplatz verbuchen. Sein Debüt im Freestyle-Weltcup hatte er am 18. Februar 2005 in Sauze d’Oulx, die ersten Weltcuppunkte gewann er am 14. Dezember desselben Jahres mit Platz 18 in Tignes. Bei den Juniorenweltmeisterschaften 2006 in Krasnoje Ozero gewann Benna im Moguls-Wettbewerb die Silbermedaille. Im Weltcup konnte er sich zunächst im Mittelfeld etablieren und verpasste im März 2007 als Vierter in Voss nur knapp einen Podestplatz. Dieser ließ bis zum 18. Dezember 2008 auf sich warten, als er im Dual-Moguls-Wettbewerb von Méribel Dritter wurde.
Benna qualifizierte sich für die Olympischen Winterspiele 2010, erreichte aber im olympischen Bewerb in Cypress Mountain lediglich den 30. Platz. Verletzungsbedingt musste er einen Teil der Saison 2010/11 auslassen. Zu Beginn der Weltcupsaison 2011/12 gelangen ihm zwei Podestplätze in Folge. An diese Leistungen konnte er danach nicht mehr anknüpfen; nur sporadisch gelangen ihm Platzierungen in den Top 10. Im ersten Weltcup-Wettbewerb der Saison 2014/15 stand Benna wieder auf dem Podest. Überraschend gewann er bei der Weltmeisterschaft 2015 auf dem Kreischberg die Goldmedaille im Moguls-Wettbewerb, vor dem favorisierten Kanadier Mikaël Kingsbury. Am 15. März 2015 gelang ihm in Megève der erste Weltcupsieg.
Zwar gewann Benna am 6. Februar 2016 in Deer Valley erneut einen Dual-Moguls-Wettbewerb, doch waren seine weiteren Leistungen in der Weltcupsaison 2015/16 sehr unkonstant. Im Winter 2016/17 blieben drei achte Plätze seine besten Ergebnisse.

## Erfolge

### Olympische Spiele
- Vancouver 2010: 30. Moguls
- Sotschi 2014: 23. Moguls
- Pyeongchang 2018: 13. Moguls

### Weltmeisterschaften
- Madonna di Campiglio 2007: 16. Moguls
- Inawashiro 2009: 28. Dual Moguls, 32. Moguls
- Kreischberg 2015: 1. Moguls, 9. Dual Moguls
- Sierra Nevada 2017: 6. Moguls, 12. Dual Moguls

### Weltcupsiege
Benna errang im Weltcup bisher 6 Podestplätze, davon 2 Siege:
| Datum           | Ort         | Land       | Disziplin   |
| --------------- | ----------- | ---------- | ----------- |
| 15. März 2015   | Megève      | Frankreich | Dual Moguls |
| 6. Februar 2016 | Deer Valley | USA        | Dual Moguls |

### Weltcupwertungen
| Saison  | Gesamt | Gesamt | Dual Moguls | Dual Moguls | Moguls | Moguls |
| Saison  | Platz  | Punkte | Platz       | Punkte      | Platz  | Punkte |
| ------- | ------ | ------ | ----------- | ----------- | ------ | ------ |
| 2005/06 | 156.   | 3      | –           | –           | 48.    | 28     |
| 2006/07 | 46.    | 16     | 18.         | 67          | 16.    | 159    |
| 2007/08 | 84.    | 9      | –           | –           | 25.    | 92     |
| 2008/09 | 17.    | 32     | –           | –           | 5.     | 288    |
| 2009/10 | 59.    | 13     | –           | –           | 18.    | 130    |
| 2010/11 | 112.   | 5      | –           | –           | 30.    | 57     |
| 2011/12 | 55.    | 18     | –           | –           | 14.    | 230    |
| 2012/13 | 75.    | 16     | –           | –           | 15.    | 193    |
| 2013/14 | 54.    | 21     | –           | –           | 10.    | 227    |
| 2014/15 | 12.    | 39     | –           | –           | 4.     | 347    |
| 2015/16 | 46.    | 24,75  | –           | –           | 9.     | 198    |
| 2016/17 | 89.    | 15,36  | –           | –           | 15.    | 169    |

### Juniorenweltmeisterschaften
- Krasnoje Ozero 2006: 2. Moguls, 7. Dual Moguls
- Airolo 2007: 10. Moguls, 12. Dual Moguls

### Weitere Erfolge
- 6 Podestplätze im Europacup, davon 2 Siege
- 3 französische Meistertitel (Moguls 2007, Dual Moguls 2007, Dual Moguls 2010)